# 盧森堡經濟
盧森堡經濟高度依賴銀行、鋼鐵和制造業部門。盧森堡擁有世界第一高的人均國內生產總值。與依賴石油的卡塔尔相比，盧森堡的經濟更加多樣化。銀行業是盧森堡最大的金融部門，今日盧森堡是全球最大的金融中心之一，也是歐元區內最重要的私人銀行中心，及全球第2大投資基金中心，共有3800個基金，所控制資產金額相當於盧森堡經濟總值55倍。2013年時，服務業佔盧森堡GDP的86%，工業佔13.3%，農業僅有0.3%。

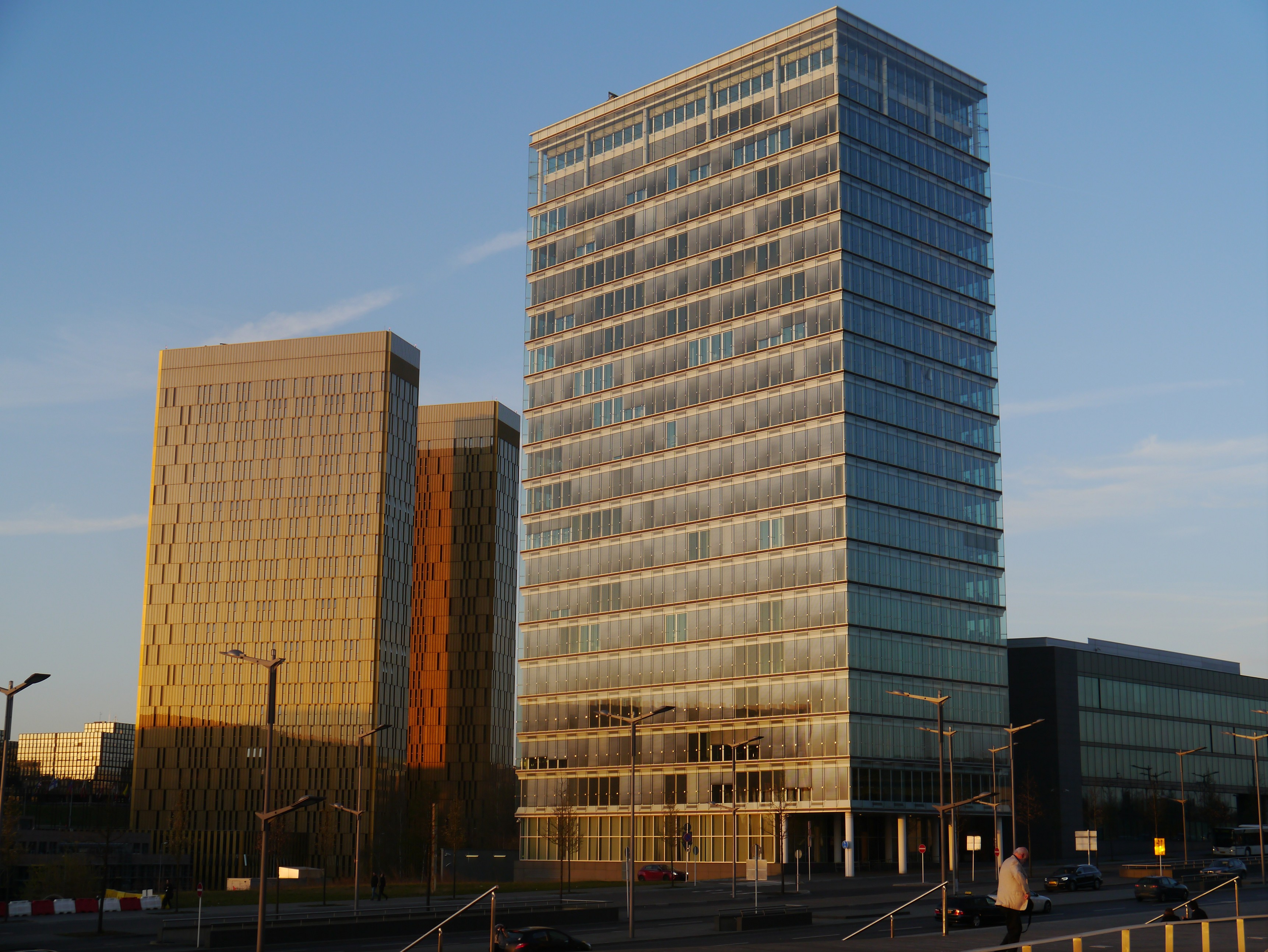
盧森堡金融區
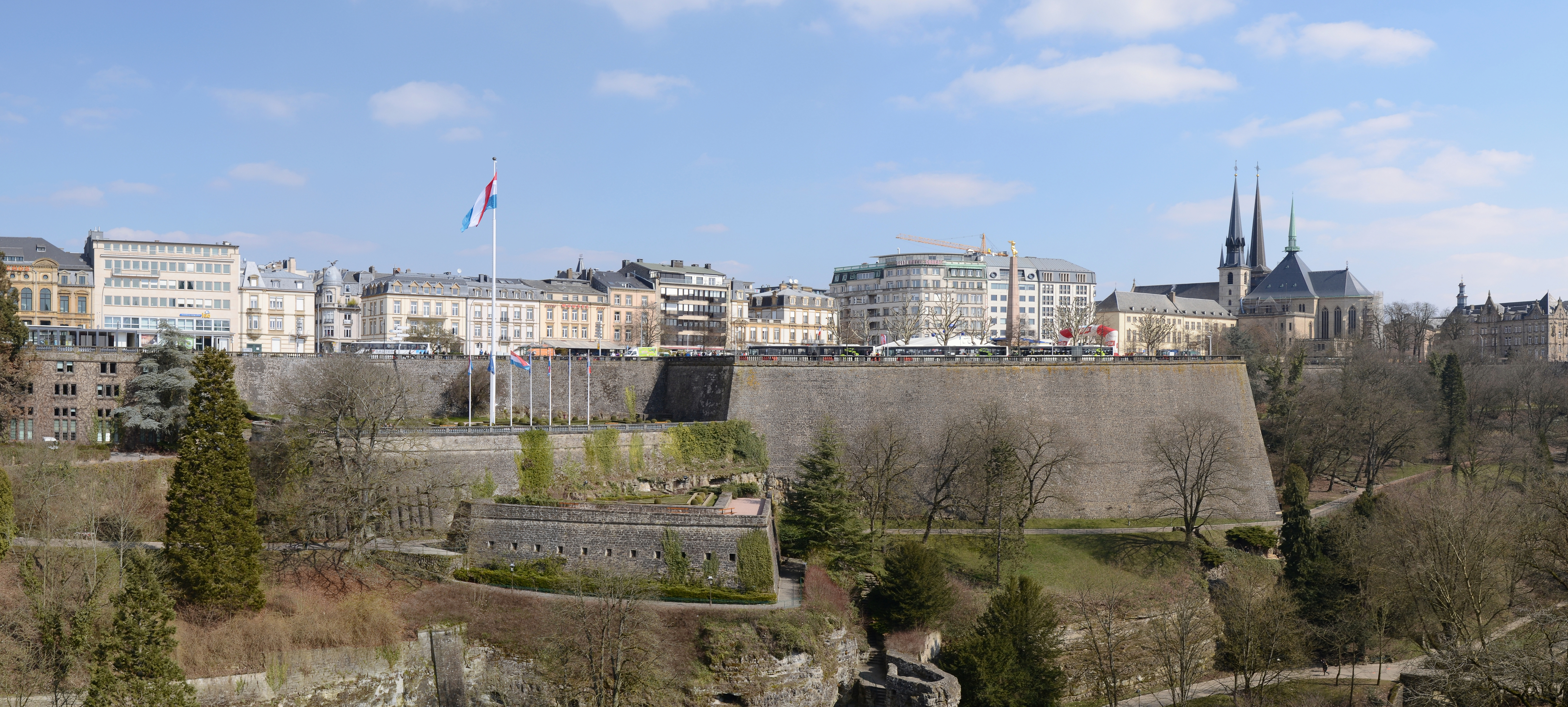
馬茲堡觀光區
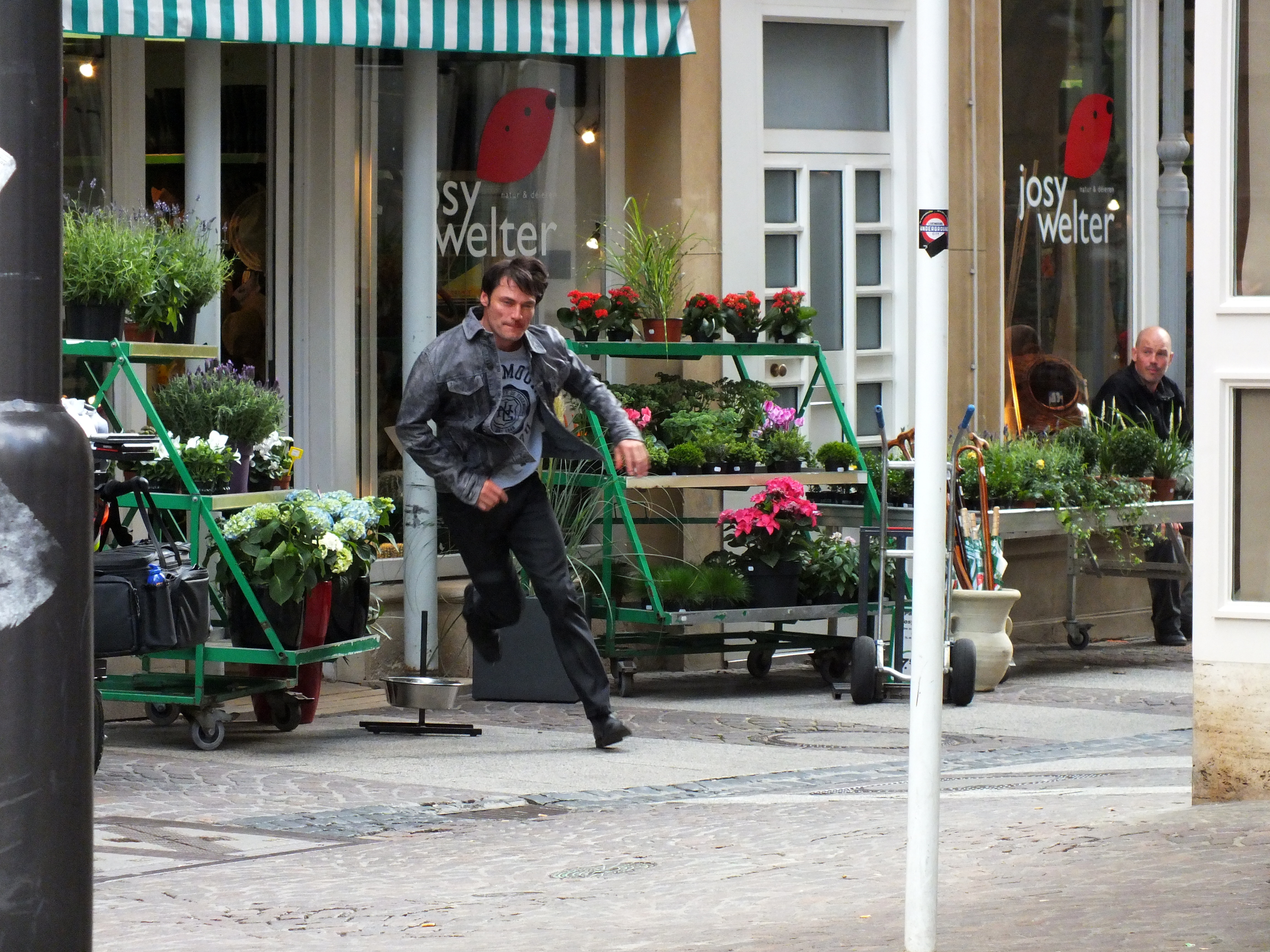
商店街

## 參看
- Economic Survey of Luxembourg 2010 （页面存档备份，存于） from the Organisation for Economic Co-operation and Development (OECD)
- Government statistics （页面存档备份，存于） Template:Fr-icon
- Luxembourg （页面存档备份，存于） at the OECD
- Luxembourg （页面存档备份，存于） in The World Factbook